# Jaroslav Císař (knihovník)
Jaroslav Císař (* 13. dubna 1955 Praha) je český knihovník, publicista a spisovatel.

## Životopis
Vystudoval gymnázium (maturita v roce 1974) a v letech 1974 – 1978 Filozofickou fakultu Univerzity Karlovy, obor knihovnictví a vědecké informace, kde obhájil diplomovou práci na téma Faktové informace pro řízení. Titul PhDr. získal v roce 1981 (téma rigorózní práce Informační zajištění řídící práce se zřetelem k faktovým informacím se zřetelem k VTEI).
Nastoupil ihned do Ústředí vědeckých, technických a ekonomických informací v Praze  (ÚVTEI). Ve své funkci se mj. podílel na tvorbě Terminologického slovníku - informační prameny. Z ÚVTEI v roce 1985 přešel do Ústavu vědeckých lékařských informací v Praze (dnešní Národní lékařská knihovna), níž působil jako metodik.
V letech 1991 až 1996 byl ředitelem knižního odboru Ministerstva kultury ČR. V této své funkci s výjimkou Národní knihovny ČR, Moravské zemské knihovny v Brně a Knihovny a tiskárny K. E. Macana pro nevidové v Praze převáděl velké knihovny pod zřizovatelství krajů. Navázal na tradici udělování státních cen za literaturu a překladatelské dílo, jejich obnovením v roce 1995 jako první v rezortu kultury v době ministra kultury Pavla Tigrida. Provedl odstátnění sektoru vydávání, distribuce a prodeje knih do soukromé sféry.
Po působení na Ministerstvu kultury ČR byl tajemníkem Svazu českých knihkupců a nakladatelů, kde mj. obnovil časopis Knihkupec a nakladatel a založil časopis Knižní novinky (vycházející dosud).
V roce 1997 přešel do nakladatelství Grand Princ a pracoval v něm jako šéfredaktor časopisu Grand Biblio vycházející do roku 1991. V roce 2013 přešel do redakce týdeníku Literární noviny, kde byl šéfredaktorem a manažerem měsíční Přílohy Literárních novin Biblio.
V letech 2016 až 2025 byl šéfredaktorem časopisu Čtenář vydávaného Středočeskou vědeckou knihovnou v Kladně.
Trvale žije v Praze.

## Další odborné aktivity
Pro hlavní město Praha zpracoval přihlášku do UNESCO pro získání titulu „Město literatury“, který Praha získala v roce 2014.
Soustavně se věnuje odborné publicistice z oboru knižní kultury a populární hudby, při této činnosti spolupracoval s Českým rozhlasem (moderování autorských besed).
Pro Radio Olympic (dnes Oldies Radio) připravoval scénáře k pravidelné rubrice z historie rocku a populární hudby Oldies chuťovky.
Od roku 2011 připravuje a moderuje v Radiu Beat týdně vlastní pořad Krásné nálezy.

## Dílo

### Hudební publicistika (výběr)
- Cesty za hity: osudy 40 písní z dějin rocku a populární hudby včetně 5 bonusů z Česka. 1. vyd. Praha: Mladá fronta, 2007. 304 s.
- Hudební retro, aneb, Pustíte si to ještě mockrát... Vydání první. V Ústí nad Labem: AOS Publishing, 2016. 305 stran. .
- Blues o spolykaných slovech: (až si pro mě přijdou funebráci): knížka o zpěvákovi Michalu Prokopovi a skupině Framus Five. Vyd. 1. Ústí nad Orlicí: Oftis, 2003. 304 s.
- Roky rocku: hudební hvězdy pod drobnohledem. Vyd. 1. Praha: Euromedia Group - Knižní klub, 2000. 284 s.
- Smokie, aneb, Hrají nám svůj rock'n'roll. 1. vyd. [Praha]: BB art, 2000. 225 s., [20] s. barev. obr. příl.
- Císař, Jaroslav a Obermayer, Jan F. Zlatý důl vzpomínek: (život Jana Farmera Obermayera plný hudby). Vyd. 1. Ústí nad Orlicí: Oftis, 2010. 263 s.[2]

### Informatika, knihovnictví (výběr z více než 350 titul včetně časopiseckých článků, statí a rozhovorů)
- Adresář československé soustavy VTEI. Díl 1., 1981. Praha: UVTEI, 1982. 348 s. Zdroje informací; Sv. 1.
- Adresář československé soustavy VTEI. Díl 2., 1981, Rejstříky. Praha: UVTEI, 1982. 101 s. Zdroje informací; Sv. 1.
- Sítě knihoven. Praha: Ústředí vědeckých, technických a ekonomických informací, 1982. 16 listů. Rešerše; č. R 217.
- Video a odborné informace. Praha: Ústředí vědeckých, technických a ekonomických informací, 1989. 160 s. Studijní texty; 25.
- Základní kameny pro novou budovu Národní knihovny ČR a jejich dárci, aneb, Národ sobě II. Vyd. 1. Ústí nad Orlicí: Oftis, 2008. 111 s.[2]

### Monografie (výběr)
- Dřenice a vykláněčky: Leporeloživotních zmatků. 1. 2. vyd. Ústí nad Orlicí: Oftis, 2001. 199 s.
- Ctil múzy, vlast a národnost. [Týn nad Vltavou]: Městské muzeum v Týně nad Vltavou, 1989. 19 s.[2] Vydáno k příležitosti 220. výročí narození Antonína Jaroslava Puchmajera.[3]
- Nejvyšší čas na lásku. Praha: Levné knihy, 2010. 253 s. Vyšlo pod pseudonymem Anthea T. Shuterland. Současně též e-verze.[4]

## Členství
Je členem Klubu autorů literatury faktu (KALF) a Klubu pražských spisovatelů.

## Ocenění
2004 – Cena Miroslava Ivanova za dílo vydané během posledních tří let za knihu Blues o spolykaných slovech